# Club Deportivo San Fernando (San Fernando de Henares)
El Club Deportivo San Fernando es un equipo de fútbol del municipio de San Fernando de Henares, en la Comunidad de Madrid (España). Fue fundado en 1929 y juega actualmente en la Tercera División española (Grupo VII).

## Historia
El club fue fundado en 1929 con el nombre de Sociedad Recreativa San Fernando, cuando varios lugareños deciden crear un equipo de fútbol amateur. El equipo jugó sus primeros partidos contra otros conjuntos de la comarca en un erial cercano al Colegio del Marqués de la Valdivia, conocido como La granja Valdevibar, para trasladarse unos años después a un nuevo campo llamado de la Huerta Chica.  En 1943 el club se federa y el 21 de octubre de 1953 cambia su nombre al actual.
El equipo jugó en las divisiones regionales hasta los años 70, cuando consiguió subir a Tercera División en la temporada 1977/78. En las tres temporadas siguientes participó en la Copa del Rey. En la siguiente década el club ganó su primer trofeo al derrotar al CD Ciempozuelos en la primera Copa de la Comunidad de Madrid. Desde ese momento el club ha jugado en Tercera División, exceptuando cuatro temporadas que lo hizo en Preferente.
En la temporada 2006-07, el San Fernando terminó tercero en la temporada regular, lo que le permitió jugar por primera vez en su historia los play-offs de ascenso a Segunda División B, en los que fue eliminado en segunda ronda por el Club Deportivo Denia.

## Palmarés
Temporadas en 2ªB: 0 con uno playoff a 2ª División B
Temporadas en 3ª: 38 
Temporadas en preferente: 11 con la temporada 2023-2024
Temporadas en 1ª Regional: 2
Temporadas en 2ª Regional:10
Temporadas en 3ª Regional: 5
Temporadas en 4ª Regional: 6
Goleadas conseguidas: (local) CD San Fernando 15 - 1 Illescas - 1967/1968
Goleadas conseguidas: (visitante) Avance 3 - 8 CD San Fernando - 1964/1965
Goleadas encajadas: (local) CD San Fernando 2 - 8 CD Ciempozuelos - 1956/1957
Goleadas encajadas: (visitante) Talavareño 13 - 1 CD San Fernando - 1955/1956
Récord goles anotados: 102 goles - 1971/1972
Récord menos goles anotados: 18 goles - 1957/1958
Récord goles encajados:  91 goles - 1960/1961
Récord goles menos encajados: 29 goles - 2006/2007
Más puntos conseguidos: 79 puntos - 2008/2009
Menos puntos conseguidos: 3 *puntos* sanción - 1957/1958
Récord de imbatilidad: (3ª división) En 540 minutos lo ha establecido Yayo, récord de imbatilidad sin encajar ningún gol.(Temporada 2013-2014)
Récord de imbatilidad:(Preferente). En 463 minutos lo ha establecido Nacho Triguero,  récord de imbatilidad, después de casi 5 partidos, más un partido que jugo 13 minutos de la segunda parte sin encajar ningún gol.(Temporada 2011-2012)
--"3DV"--
Mejor puesto en la liga 3ªv División: 3º (Tercera División, Temporada 2006/07)
Peor puesto en la liga 3ª División: 19º (Tercera División, Temporada 1989/90 y 1998/1999
Puesto más repetido en la clasificación 3ª División (7º en 6 ocasiones.
--"Preferente"--
Mejor puesto en la Preferente:1°
Peor puesto en la Preferente:15º (con descenso a 1 Regional)
DATOS EN 3ª DIVISIÓN
Rècord partidos invicto: (16 partidos - 2013-2014)
Rècord partidos invictos solo ganados: (6 partidos - 2006/2007)
Récord partidos perdidos: (13 partidos - 2007/2008)
Récord partidos perdidos sin puntuar: (5 - 2007/2008)
Récord partidos sin encajar goles: (6 partidos - 2013/2014)
Récord con más puntos: (67 puntos - 2013/2014)
Récord con menos puntos: (26 puntos - 1989/1990)
Récord con más goles metidos: (65 goles - 1979/1980)
Récord con menos goles metidos: (32 goles -  2020/2021)
Récord con menos goles encajados: (29 goles - 2006/2007)
Récord con más goles encajados: (77 goles - 1989/1990)
DATOS EN 1ª REGIONAL Y PREFERENTE
Rècord partidos invicto Preferente: (20 partidos - 2008/2009)
Rècord partidos invictos solo ganados Preferente: (10 partidos - 2008/2009)
Récord partidos perdidos Preferente: (6 partidos - 1976/1977)
Récord partidos perdidos sin puntuar Preferente: (3 partidos - 2021/2022)
Récord partidos sin encajar goles Preferente: (6 partidos - 2011/2012)
Récord con más puntos Preferente: (79 puntos - 2008/2009)
Récord con menos puntos Preferente: (37 puntos - 1974/1975)
Récord con más goles metidos Preferente: (99 goles - 1986/1987)
Récord con menos goles metidos Preferente: (46 goles 2021/2022)
Récord con menos goles encajados Preferente: (23 goles - 2008/2009)
Récord con más goles encajados Preferente:( 48 goles - 1974/1975)
DATOS EN 2ª REGIONAL
Rècord partidos invicto: (13 partidos 1971/1972)
Rècord partidos invictos solo ganados: (5 partidos 1969/1970)
Récord partidos perdidos: (13 perdidos 1965/1966)
Récord partidos sin puntuar: (8 partidos 1965/1966)
Récord partidos sin encajar goles: (3 partidos 1967/1968)
Récord con más puntos: (51 puntos 1971/1972)
Récord con menos puntos: (17 puntos 1965/1966)
Récord con más goles metidos: (102 goles 1971/1972)
Récord con menos goles metidos: (27 goles 1965/1966)
Récord con menos goles encajados: (28 goles 1967/1968)
Récord con más goles encajados: (68 goles 1965/1966)
DATOS EN 3ª REGIONAL
Rècord partidos invicto: (16 partidos 1962/1963)
Rècord partidos invictos solo ganados: (13 partidos 1962/1963)
Récord partidos perdidos: (10 partidos 1960/1961)
Récord partidos sin puntuar: (5 1960/1961)
Récord partidos sin encajar goles: (2 partidos 1962/1963)
Récord con más puntos: (49 puntos - 1962/1963)
Récord con menos puntos: (11 puntos - 1960/1961)
Récord con más goles metidos: (76 goles 1962/1963)
Récord con menos goles metidos: (38 goles 1961/1962)
Récord con menos goles encajados: (29 goles 1962/1963)
Récord con más goles encajados: (91 goles - 1960/1961)
DATOS 4ª REGIONAL
Récord partidos invicto : (5 partidos 1958/1959)
Récord partidos invictos solo ganados: (2 partidos 1958/1959)
Récord partidos perdidos: (7 partidos 1958/1959)
Récord partidos sin puntuar: (5 partidos 1956/1957)
Récord partidos sin encajar goles: (2 partidos 1958/1959)
Récord con más puntos: (21 puntos 1955/1956)
Récord con menos puntos: (3 puntos *sanción 1957/1958)
Récord con más goles metidos: (46 goles 1959/1960)
Récord con menos goles metidos : (18 goles 1957/1958)
Récord con menos goles encajados: (35 goles 1958/1959)
Récord con más goles encajados : (63 goles 1956/1957)
TITULOS,TROFEOS,PREMIOS, ETC.....
Campeón preferente: (4)- 1977/1978,1986/1987,1990/1991 y 2008/2009 
Campeón 3ª Regional: (1) - 1962/1963
Campeón copa comunidad de Madrid: (2) - 1984,y 2003
Campeón Trofeo Alcarria: (1) - 1978
Campeón XXXVIII Villa Navalcarnero: (1) - 2016
Premios
Premio al club Homenaje al Mérito Deportivo:(1), otorgado por la Real Federación de Fútbol de Madrid (RFFM)

## Histórico de Temporadas
| Temporada | Categoría | División | Posición | Copa del Rey |
| --------- | --------- | -------- | -------- | ------------ |
| 1953/54   | 6         | 3ª Cat.  | 5.ª      |              |
| 1954/55   | 7         | 4ª Cat.  | 8ª       |              |
| 1955/56   | 7         | 4ª Cat.  | 5ª       |              |
| 1956/57   | 7         | 4ª Cat.  | 11.ª     |              |
| 1957/58   | 7         | 4ª Cat.  | 11.ª     |              |
| 1958/59   | 7         | 4ª Cat.  | 5.ª      |              |
| 1959/60   | 7         | 4.ª Cat. | 8.ª      |              |
| 1960/61   | 6         | 3ª Cat.  | 14.ª     |              |
| 1961/62   | 6         | 3ª Cat.  | 13.ª     |              |
| 1962/63   | 6         | 3.ª Cat. | 1.ª      |              |
| 1963/64   | 5         | 2ª Cat.  | 4ª       |              |
| 1964/65   | 5         | 2ª Cat.  | 5ª       |              |
| 1965/66   | 5         | 2ª Cat.  | 14.ª     |              |
| 1966/67   | 5         | 2ª Cat.  | 16.ª     |              |
| 1967/68   | 5         | 2ª Cat.  | 2.ª      |              |
| 1968/69   | 5         | 2.ª Cat. | 12.ª     |              |
| 1969/70   | 5         | 2ª Cat.  | 4.ª      |              |
| 1970/71   | 5         | 2ª Cat.  | 5ª       |              |
| 1971/72   | 5         | 2ª Cat.  | 3ª       |              |
| 1972/73   | 5         | 2.ª Cat. | 3.ª      |              |

| Temporada | Categoría | División | Posición | Copa del Rey                                                |
| --------- | --------- | -------- | -------- | ----------------------------------------------------------- |
| 1973/74   | 5         | 1.ª Cat. | 5.ª      |                                                             |
| 1974/75   | 4         | Pref.    | 8ª       |                                                             |
| 1975/76   | 4         | Pref.    | 7.ª      |                                                             |
| 1976/77   | 4         | Pref.    | 8.ª      |                                                             |
| 1977/78   | 5         | Pref.    | 1ª       |                                                             |
| 1978/79   | 4         | 3ª       | 7ª       | Segunda Ronda CD Colonia Moscardó (3-0) AD Almeria (1-2)    |
| 1979/80   | 4         | 3ª       | 7ª       | Primera Ronda CD Don Benito (3-0, 1-3)                      |
| 1980/81   | 4         | 3.ª      | 17.ª     | Segunda Ronda CD Toledo (3-1, 0-2) At. Madrileño (3-1, 1-3) |
| 1981/82   | 4         | 3ª       | 14.ª     |                                                             |
| 1982/83   | 4         | 3ª       | 11.ª     |                                                             |
| 1983/84   | 4         | 3.ª      | 17.ª     |                                                             |
| 1984/85   | 4         | 3.ª      | 12.ª     |                                                             |
| 1985/86   | 4         | 3ª       | 18.ª     |                                                             |
| 1986/87   | 5         | Pref.    | 1ª       |                                                             |
| 1987/88   | 4         | 3ª       | 8.ª      |                                                             |
| 1988/89   | 4         | 3ª       | 7.ª      |                                                             |
| 1989/90   | 4         | 3ª       | 19.ª     |                                                             |
| 1990/91   | 5         | Pref.    | 1ª       |                                                             |
| 1991/92   | 4         | 3ª       | 14.ª     |                                                             |
| 1992/93   | 4         | 3ª       | 7ª       |                                                             |

| Temporada | Categoría | División | Lugar | Copa del Rey |
| --------- | --------- | -------- | ----- | ------------ |
| 1993/94   | 4         | 3ª       | 13.ª  |              |
| 1994/95   | 4         | 3ª       | 12.ª  |              |
| 1995/96   | 4         | 3ª       | 14.ª  |              |
| 1996/97   | 4         | 3ª       | 16.ª  |              |
| 1997/98   | 4         | 3ª       | 7ª    |              |
| 1998/99   | 4         | 3ª       | 19.ª  |              |
| 1999/00   | 5         | Pref.    | 2.ª   |              |
| 2000/01   | 4         | 3ª       | 16.ª  |              |
| 2001/02   | 4         | 3ª       | 12.ª  |              |
| 2002/03   | 4         | 3ª       | 10.ª  |              |
| 2003/04   | 4         | 3ª       | 7.ª   |              |
| 2004/05   | 4         | 3ª       | 15.ª  |              |
| 2005/06   | 4         | 3ª       | 11.ª  |              |
| 2006/07   | 4         | 3ª       | 3.ª   |              |
| 2007/08   | 4         | 3ª       | 17.ª  |              |
| 2008/09   | 5         | Pref.    | 1.ª   |              |
| 2009/10   | 4         | 3ª       | 12.ª  |              |
| 2010/11   | 4         | 3ª       | 17.ª  |              |
| 2011/12   | 5         | Pref.    | 3.ª   |              |
| 2012/13   | 4         | 3ª       | 12.ª  |              |

| Temporada | Categoría | División | Posición | Copa del Rey |
| --------- | --------- | -------- | -------- | ------------ |
| 2013/14   | 4         | 3ª       | 8ª       |              |
| 2014/15   | 4         | 3ª       | 16.ª     |              |
| 2015/16   | 4         | 3ª       | 5.ª      |              |
| 2016/17   | 4         | 3ª       | 12.ª     |              |
| 2017/18   | 4         | 3ª       | 6.ª      |              |
| 2018/19   | 4         | 3.ª      | 8.ª      |              |